# Marsdenia acuminata
Marsdenia acuminata är en oleanderväxtart som först beskrevs av William Roxburgh, och fick sitt nu gällande namn av Ian Mark Turner. Marsdenia acuminata ingår i släktet Marsdenia och familjen oleanderväxter. Utöver nominatformen finns också underarten M. a. glabra.